# Ткаченко Дмитро Васильович
Дмитро (Діма) Ткаченко — сучасний український музикант-скрипаль, викладач, громадський діяч.

## Біографія
Народився в Києві. Почав грати на скрипці й фортепіано в шість років. Навчався в Київській спеціальній музичній школі ім. Лисенка. Закінчив Національну музичну академію України (НМАУ) в класі Богодара Которовича та Ярослави Рівняк.
Продовжив навчання у Ґілдхолській музичній академії (Guildhall School of Music and Drama) в Лондоні у класі Іфра Німана (Yfrah Neaman). Там отримав Концертний диплом (Premier Prix), а трохи згодом ступінь магістра — звання Fellow Ґілдхолської академії. Стажувався в Давіда Такено та Криштофа Сметани до 2008 року. Паралельно закінчив аспірантуру НМАУ.
Дмитро Ткаченко — лауреат кількох міжнародних конкурсів, серед яких конкурс сольної скрипки Вронського (Варшава), конкурс Лисенка (Київ) та конкурс Нільсена (Оденсе, Данія). Скрипаль є засновником і художнім керівником Міжнародного музичного конкурсу ім. Бріттена в Лондоні.
В Україні Дмитро виступає з Національним симфонічним оркестром України та Симфонічним оркестром Національної філармонії, філармонійними оркестрами у Львові, Дніпрі, Одесі, Харкові, Донецьку, Чернігові, з Кримським симфонічним оркестром.  
Одночасно з концертною діяльністю Дмитро також  викладає скрипку в Лондоні та Києві (доцент кафедри скрипки у Національній музичній академії), а також входив до складу журі багатьох міжнародних конкурсів. 
Дмитро Ткаченко є художнім керівником Національного камерного ансамблю «Київські солісти» з листопада 2023 року.